# جکینا مهلپ
جکینا مهلپ (انگلیسی: Gcina Mhlope؛ زادهٔ ۱۹۵۸) یک هنرپیشه، شاعر، و نویسنده اهل آفریقای جنوبی است.